# Tourouzelle
Tourouzelle  es una localidad  y comuna francesa, situada en el departamento del Aude en la región administrativa de Languedoc-Rosellón, distrito de Narbona y cantón de Lézignan-Corbières.

## Demografía
| 411 | 472 | 429 | 412 | 396 | 448 |
| Para los censos de 1962 a 1999 la población legal corresponde a la población sin duplicidades (Fuente: INSEE [Consultar]) |     |     |     |     |     |